# ChS8
De ChS8 (Russisch: ЧС8) is een elektrische locomotief, die tussen 1983 en 1989 werd geproduceerd. Er zijn in totaal 89 van gemaakt. De ChS8 werd vooral ingezet voor passagierstreinen in Rusland en Oekraïne.